# Сірий Ключ
Сірий Ключ (рос. Серый Ключ) — село у складі Нижньоломовського району Пензенської області, Росія.
Населення — 169 осіб (2010; 199 у 2002).
Національний склад станом на 2002 рік:
- росіяни — 99 %